# سوبريسكوبيو
بلدية سوبريسكوبيو (بالإسبانية: Sobrescobio) هي بلدية تقع في منطقة أستورياس شمال غرب إسبانيا.

## الديموغرافيا
بلغ عدد سكان بلدية سوبريسكوبيو 895 نسمة عام 2011 (وفقاً للمعهد الوطني للإحصاء الإسباني).
| 769 | 814 | 839 | 873 | 873 | 873 | 895 |